# Ródeus
El ródeus (Rhodeus amarus) és una espècie de peix cipriniforme de la família dels ciprínids que es troba a Europa.
Els mascles poden assolir els 10 cm de longitud total.